# Mennybemenetel-székesegyház (Marosvásárhely)
A marosvásárhelyi ortodox székesegyház vagy Mennybemenetel-székesegyház az egykori Zenélő kút helyén áll, 1925-1934 között épült, de a belsejét csak 1986-ban fejezték be. A templom tervezésekor, a cél az volt, hogy a belvárosban álljon, habár itt hely nem volt. Ezért a templom belseje kicsi, de magassága meghaladja a belváros más templomainak (Keresztelő Szent János Plébánia, Barátok Temploma) magasságát.

## Külső hivatkozások
- Hivatalos honlap (románul)